# Campionato statunitense di calcio
Il sistema dei campionati di calcio negli Stati Uniti è unificato, a livello professionistico, a quello del Canada e di altri territori come Antigua e Barbuda, Bermuda o Porto Rico, per cui sarebbe più appropriato parlare di campionato di calcio nordamericano. Ciò avviene sia per i campionati maschili (con la MLS e la NASL), che per quelli femminili (con la NWSL e la W-League). Similmente alle altre grandi leghe americane di sport professionistici, non è previsto alcun meccanismo di retrocessione e promozione di squadre fra i vari campionati.

## Organizzazione
A differenza di quanto accade nella maggior parte di campionati calcistici nel mondo, non esiste un sistema di promozione e retrocessione delle squadre fra i campionati di diverso livello. La Federcalcio statunitense, la USSF, ha il compito di coordinare la piramide dei campionati professionistici, dando la propria ratifica ufficiale alle varie leghe. Sono poi le stesse leghe ad ammettere e gestire le singole squadre. Il calcio dilettantistico è invece gestito dalla United States Adult Soccer Association (USASA), unica organizzazione amatoriale riconosciuta dalla federazione.
La federazione organizza direttamente la Lamar Hunt U.S. Open Cup, la coppa nazionale. A tale manifestazione possono iscriversi squadre professionistiche e dilettantistiche, ma solo quelle indipendenti che hanno sede in territorio statunitense, con l'esclusione quindi delle seconde squadre e dei club canadesi e caraibici.

## Piramide campionati maschili
| Livello | Campionato                     | Campionato                                         | Campionato                     |
| ------- | ------------------------------ | -------------------------------------------------- | ------------------------------ |
| 1       | Major League Soccer 30 squadre | Major League Soccer 30 squadre                     | Major League Soccer 30 squadre |
| 2       | USL Championship 24 squadre    | USL Championship 24 squadre                        | USL Championship 24 squadre    |
| 3       | MLS Next Pro 21 squadre        | National Independent Soccer Association 10 squadre | USL League One 12 squadre      |

Campionati dilettantistici
- National Premier Soccer League
- NISA Nation
- United Premier Soccer League
- USL League Two

### Evoluzione dei campionati professionistici
La seguente tabella presente l'evoluzione dei campionati professionistici di calcio negli Stati Uniti, a partire dal 1967.
| Stagioni:        | I livello  | II livello                     | III livello                         |
| 1967             | NPSL e USA | ASL II                         | -                                   |
| Dal 1968 al 1983 | NASL       | ASL II                         | -                                   |
| Nel 1984         | NASL       | -                              | -                                   |
| Dal 1985 al 1989 | -          | -                              | -                                   |
| Dal 1990 al 1994 | -          | APSL                           | -                                   |
| Nel 1995         | -          | A-League                       | USISL Professional League           |
| Nel 1996         | MLS        | A-League e USISL Select League | USISL Professional League           |
| Dal 1997 al 2004 | MLS        | USL A-League                   | USL D-3 Pro League                  |
| Dal 2005 al 2009 | MLS        | USL First Division             | USL Second Division                 |
| Nel 2010         | MLS        | USSF Division 2 Pro League     | USL Second Division                 |
| Dal 2011 al 2014 | MLS        | NASL II                        | USL Professional Division           |
| Dal 2015 al 2016 | MLS        | NASL II                        | USL                                 |
| Nel 2017         | MLS        | NASL II e USL                  | -                                   |
| Nel 2018         | MLS        | USL                            | -                                   |
| Dal 2019         | MLS        | USL Championship               | NISA e USL League One               |
| Dal 2022         | MLS        | USL Championship               | MLS Next Pro, NISA e USL League One |

## Campionati femminili
Nel 2000, dopo il successo del campionato mondiale 1999, disputato negli Stati Uniti, venne fondata la Women's United Soccer Association (WUSA), che fu la prima lega calcistica professionistica per squadre femminili. Vennero disputate tre sole stagioni, dal 2001 al 2003, prima che la WUSA venisse sciolta. Nel 2009 venne fondata una nuova lega calcistica professionistica, la Women's Professional Soccer (WPS). Anche la WPS venne disputata per tre stagioni, dal 2009 al 2011, prima di essere sciolta. Nel 2012 la Women's Premier Soccer League Elite (WPSL Elite), fu, di fatto, la lega di livello più alto negli Stati Uniti, sebbene a carattere semiprofessionistico. Nel novembre 2012 venne annunciata la nascita della National Women's Soccer League (NWSL), come nuova lega professionistica, supportata dalle federazioni calcistiche degli Stati Uniti, del Canada e del Messico (quest'ultimo ritirò il supporto nel 2017 quando istituì una sua lega).
A livello dilettantistico, per diversi anni ci sono state due leghe. Dal 1995 al 2015 è stata attiva la W-League, organizzata dalla United Soccer Leagues e che rappresentò per alcuni anni il livello di vertice nel panorama calcistico femminile statunitense. La Women's Premier Soccer League (WPSL) venne fondata nel 1998 e, dalle sei squadre partecipanti all'edizione inaugurale, è arrivata a 100 squadre nel 2016 e superare le 130 nel 2020. Subito dopo la chiusura della USL W-League, alcune squadre rimaste senza lega ed altre fuoriuscite dalla WPSL fondarono la United Women's Soccer, organizzata a livello semiprofessionistico.
Nel 2021 la United Soccer League (USL) fondò la USL W League, richiamando la W-League che aveva cessato le operazioni nel 2015; la prima stagione venne disputata nel 2022. Nel 2023 la USL annunciò la nascita della USL Super League, una nuova lega calcistica professionistica, che ottenne dalla federazione statunitense lo stato di lega di prima divisione, quindi a pari livello della NWSL.
| Livello                                                                      | Leghe professionistiche della USSF                                            | Leghe professionistiche della USSF                            | Leghe professionistiche della USSF |
| 1                                                                            | National Women's Soccer League (NWSL) 14 squadre                              | National Women's Soccer League (NWSL) 14 squadre              | USL Super League (USLS) 8 squadre  |
| 2                                                                            |                                                                               |                                                               |                                    |
| 3                                                                            | WPSL PRO (autorizzazione in attesa) avvio previsto nel 2025                   | WPSL PRO (autorizzazione in attesa) avvio previsto nel 2025   |                                    |
|                                                                              | Leghe dilettantistiche                                                        |                                                               |                                    |
|                                                                              | Affiliate alla United States Adult Soccer Association (USASA)                 | Affiliate alla United States Adult Soccer Association (USASA) | Nessuna affiliazione               |
| United Women's Soccer (UWS) 40 squadre, 3 Conference                         | Women's Premier Soccer League (WPSL) 142 squadre, 4 regioni con 16 Conference | USL W League (USLW) 81 squadre, 4 Conference con 12 divisioni |                                    |
| United Women's Soccer 2 (UWS2) 19 squadre, 2 Conference                      | Women's Premier Soccer League (WPSL) 142 squadre, 4 regioni con 16 Conference | USL W League (USLW) 81 squadre, 4 Conference con 12 divisioni |                                    |
| United States Adult Soccer Association (USASA) 55 leghe statali in 4 regioni |                                                                               |                                                               |                                    |